# Vaishnavisme

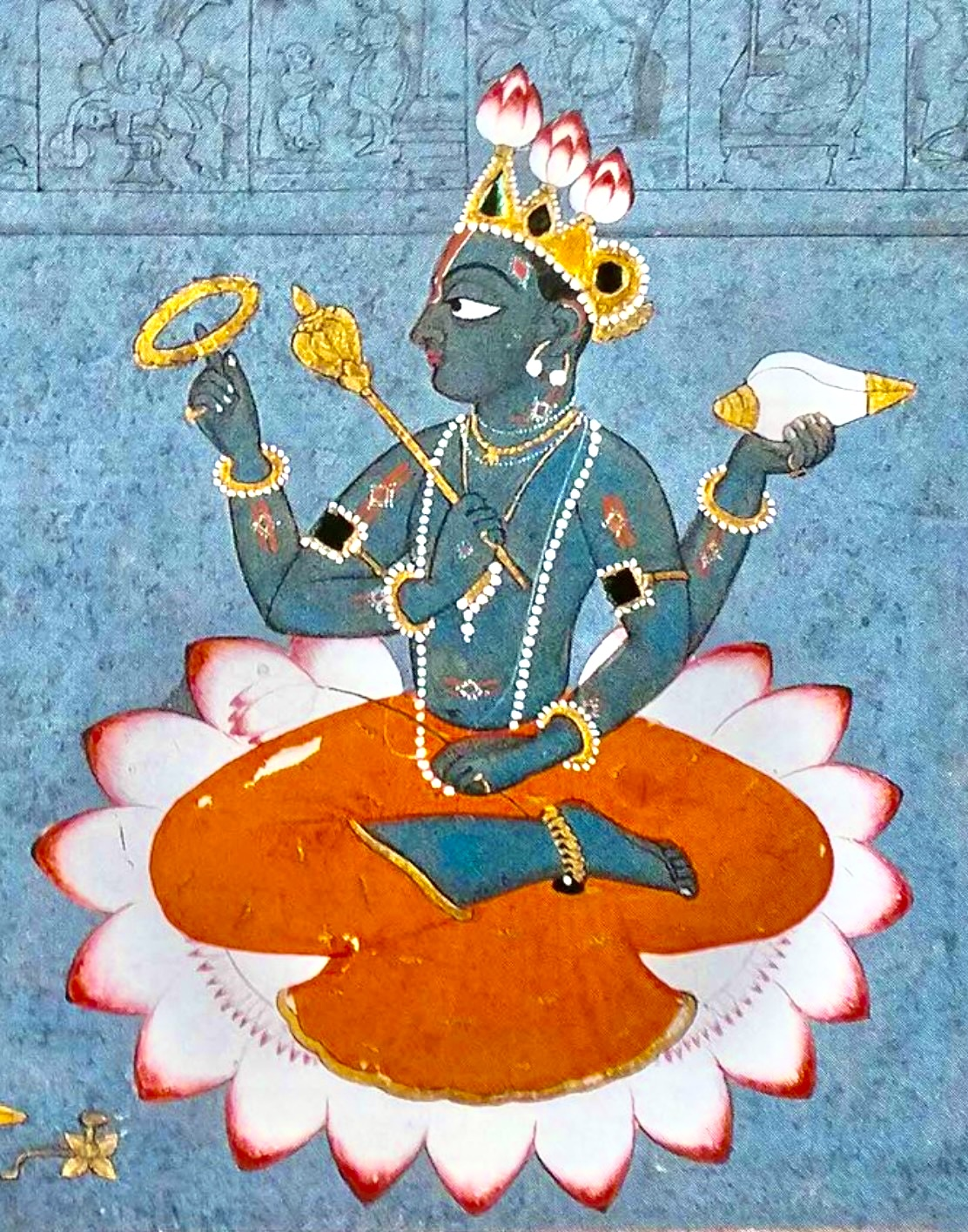
Vishnoe

Vaishnavisme is een monotheïstische stroming binnen het hindoeïsme waarin Vishnu of een van zijn incarnaties worden vereerd als de hoogste God. De volgelingen worden vaishnavieten of vaishnava's genoemd.

## Onderverdeling
De belangrijkste scholen in het vaishnavisme zijn:
- Shri sampradaya (sinds circa 850, o.a. volgelingen van Ramanuja, Zuid-India vanuit vaishnava vedanta (vanaf circa 550); Vishista-Advaita-vada of beperkt non-dualisme)
  - Ramananda school (volgelingen van Ramananda in Noord-India)
    - Vairagi school (ascetisch)

  - Tengalai school (sinds circa 1200, volgelingen van o.a. Lokacharya Pillai in Zuid-India)
  - Vadagalai school (sinds circa 1200, volgelingen van Vedanta Deshika in Noord-India)
- Kumara sampradaya (Nimbarka of Hamsa sampradaya; sinds circa 1150, volgelingen van Narada en Nimbarka; Dvaita-Advaita-vada)
- Vallabha sampradaya (Krishna of Rudra sampradya of Pushtimarga; sinds circa 1225, volgelingen van Vishnuswamin en Vallabha; Shuddha-Advaita-vada)
  - Radha Vallabhi's (vereren Radha in plaats van Krishna)
- Brahma sampradaya (Madhava sampradaya of Sad vaishnavisme; sinds circa 1260, volgelingen van Madhava; Dvaita-vada of dualisme)
- Gaudiya sampradaya (Bengaals vaishnavisme; sinds circa 1510 vanuit Brahma sampradaya, volgelingen van Shri Caitanya)
  - ISKCON (sinds 1965, Hare Krishna-beweging, vanuit de 19e-eeuwse Neo-Caitanya beweging)

Het onderscheid tussen deze scholen (en andere) wordt gemaakt door godsdienstwetenschappers, maar voor praktiserende hindoes is het onderscheid niet altijd duidelijk omdat mede dankzij de invloed van het smartisme, tamelijk vrij wordt overgenomen uit de praktijken van andere scholen. De overigen zullen zichzelf voornamelijk als shaiviet beschouwen.
Net als de shaivieten, geloven de vaishnavieten dat er slechts één God is, die gelijktijdig de hele schepping doordringt (immanent is) en die schepping overstijgt (transcendent is). Dit in tegenstelling tot de meeste abrahamitische religies, waar God alleen als transcendent wordt beschouwd. Net als bij andere hindoe denominaties erkent het vaishnavisme vele lagere goden onder de Allerhoogste God. Die andere goden worden gezien als manifestaties van het Hoogste Wezen (Kosmisch Bewustzijn) of als machtige wezens die net als de rest van de schepping door Hem worden doordrongen. Dit type monotheïsme wordt panentheïsme of monistisch theïsme genoemd.